# Гуняди
Гуняди (укр. Гуняді, венг. Hunyadi) — село в Великобыйганьской сельской общине Береговского района Закарпатской области Украины.
Население по переписи 2001 года составляло 325 человек. Почтовый индекс — 90250. Телефонный код — 03141. Занимает площадь 0,14 км². Код КОАТУУ — 2120486005.